# Hallo Sandybell
Hallo Sandybell / Sandybell (jap. ハロー！サンディベル Haro! Sandiberu ; ang. Hello! Sandybell) – japoński serial anime wyprodukowany przez Toei Animation.

## Fabuła
Sandybell jest czarującą dziewczynką pochodzącą z pięknej miejscowości w Szkocji, której ciągle przytrafiają się niesamowite przygody.

## Obsada (głosy)
- Yuriko Yamamoto jako Sandybell
- Kaneto Shiozawa jako Mark Brunch Wellington
- Ai Sakuma jako żona Wellingtona
- Mami Koyama jako Kitty Shiara
- Takashi Tanaka jako Edward
- Katsuji Mori jako Alec Peterson
- Masaharu Satō jako Scott
- Miyoko Asō jako żona Scotta
- Mugihito jako Flash Skapan
- Ichirō Murakoshi jako Kankan
- Kaku Suganuma jako Thomas
- Yoku Shioya jako Charles
- Yoshio Kaneuchi jako Leslie Christy
- Minori Matsushima jako narrator

## Muzyka
- Opening: Hello! Sandybell w wykonaniu Mitsuko Horie i The Champs
- Ending: Shiroi Suisen w wykonaniu Mitsuko Horie i Koorogi '73

## Wersja polska
W Polsce serial emitowany był w latach 90 na kanale Porion ze szwedzkim dubbingiem i polskim lektorem oraz w TV Niepokalanów pod nazwą Sandybell i na Polsat 2 z polskim lektorem pod nazwą Hallo Sandybell.

### Wersja VHS
Serial został wydany na kasetach VHS pod tytułem Sandybell.
- Polski dystrybutor: RTM Video[3][5]
- Lektorzy: Henryk Pijanowski[6][7] i Jacek Brzostyński[8]